# Giacomina Lapenna
Giacomina Lapenna (Trieste, 14 dicembre 1924 – Milano, 30 settembre 2013) è stata una giornalista italiana.
Formatrice ed esperta di comunicazione, fu la prima donna in Italia a operare nel campo delle pubbliche relazioni.  Cofondatrice nel 1958 dell'Unione Nazionale degli Esperti di Relazioni Pubbliche, organizzazione che oggi esiste come FERPI, fu anche membro di diverse organizzazioni continentali di pubbliche relazioni e dell'associazione europea donne dirigenti.

## Biografia
Nata a Trieste nel 1924 da padre ufficiale di Marina, Donato, e Maddalena Raccamarich, si laureò in lettere moderne all'università di Trieste. Nel 1951 diresse, su incarico dell'Università degli Studi di Trieste, l'ufficio iniziative culturali, prima struttura per le relazioni pubbliche in un'università italiana. Nel 1954 fondò a Gargnano (BS), sul Lago di Garda, i corsi di Lingua e Cultura italiana per stranieri, diretta emanazione dell'Università degli Studi di Milano.
Aprì a Milano nel 1962 uno studio di relazioni pubbliche. Fu cofondatrice nel 1958 dell'UNERP (Unione Nazionale degli Esperti di Relazioni Pubbliche), poi (1968) della FIRP (Federazione Italiana delle Relazioni Pubbliche). Membro fondatore nel 1970 a Milano della FERPi (FEderazione Relazioni Pubbliche italiana), ne fu vicepresidente dal 1970 al 1973 e consigliere direttivo per oltre 20 anni. Dal 1975 al 1990 venne ideato e realizzato il Progetto Persona, programma di formazione psicologica del manager. Si trattava di un percorso formativo intensivo, mediante consulenze o seminari individuali, per la valorizzazione e il perfezionamento nella comunicazione di manager, imprenditori, liberi professionisti e uomini politici. Fu consigliere e formatore storico, dal 1980, del network Donne in Carriera, fondato da Federica Olivares, poi denominato EWMD (European Women's Management Development) Italy, l'associazione delle donne manager d'Europa.  Nel 1999 iniziò a organizzare e svolgere campus estivi di formazione avanzata a Gargnano (BS), sul Lago di Garda.
Curò dal primo numero (1962) di Amica, settimanale del Corriere della Sera, la rubrica La donna che lavora. Come autrice del primo libro-guida sulle professioni aperte alle donne, con le disposizioni di legge del tempo, vinse nel 1969 il premio "Cinque vie", conferito dal sindaco di Milano Aldo Aniasi. Curò dal 1970 al 1991 la rubrica per l'orientamento scolastico e professionale Cosa farò domani sul settimanale Famiglia Cristiana. Nel 1978 le venne conferito il premio della Presidenza del Consiglio dei Ministri come autrice di un libro-guida sulle professioni paramediche in Italia. Pubblicò nel 1994, per Lupetti - Editori di Comunicazione, Come parlare in pubblico con travolgente insuccesso e nel 1998, per lo stesso editore, Come te non c'è nessuno. Comunicazione d'amore o quasi. Nel 2011 le fu conferita la medaglia d'oro per 50 anni di attività giornalistica dall'Ordine dei giornalisti.
Partecipò dal 1971, come consigliere e consulente di Luigi Maria Verzé, alla fondazione dell'Ospedale San Raffaele di Milano e alla formazione della Fondazione Centro San Raffaele del Monte Tabor, nella cui scuola si formano le "Taborine", corpo infermieristico specializzato. Dal 2005 si impegnò, a livello volontaristico, nella formazione di quadri e dirigenti della ONLUS SOS Milano.
Morì a Milano il 30 settembre 2013. Resta inedito il suo ultimo libro, Parlare in pubblico e Carisma.

## Opere
- La scuola per la mia professione, Edizioni Ferro, 1969.
- Le professioni della salute, Pia Società  San Paolo, 1976.
- Come parlare in pubblico con travolgente insuccesso, Lupetti - Editori di Comunicazione, 1994.
- Come te non c'è nessuno. Comunicazione d'amore o quasi, Lupetti - Editori di Comunicazione, 1998.